# 福弗爾
福弗爾（英語：Forfar）是位於英國蘇格蘭安格斯的一座城鎮，也是安格斯的行政中心。福弗爾大約有人口13,500人。弗福爾有著悠久的歷史，其歷史可以追溯自羅馬帝國時期。

## 友好城市
- 法國 沙巴奈